# Agrupación por la República
Agrupación por la República (RPR) (en francés, Rassemblement pour la République; RPR) fue un partido político francés de ideología conservadora neo-gaullista fundado por Jacques Chirac en 1976, entonces en conflicto personal con el presidente de la República Valéry Giscard d'Estaing y su partido, Republicanos Independientes. En 2002, el RPR fue sustituido por la Unión por un Movimiento Popular (UMP).

## Resultados electorales

### Elecciones presidenciales
|  | 17.99 % |

|  | 19.96 % |

|  | 45.98 % |

|  | 20.84 % |

|  | 52.64 % |

|  | 19.88 % |

|  | 82.21 % |

### Elecciones legislativas
|  | 22.62 % |

|  | 26.11 % |

|  | 20.81 % |

|  | 22.35 % |

|  | 21.44 % |

|  | 19.19 % |

|  | 23.09 % |

|  | 20.08 % |

|  | 28.99 % |

|  | 15.65 % |

|  | 22.46 % |

a Respecto a la suma de los escaños obtenidos por UDR, RI, CDR y MR en 1973.
b En coalición con UDF.